# Friedrich Christiansen

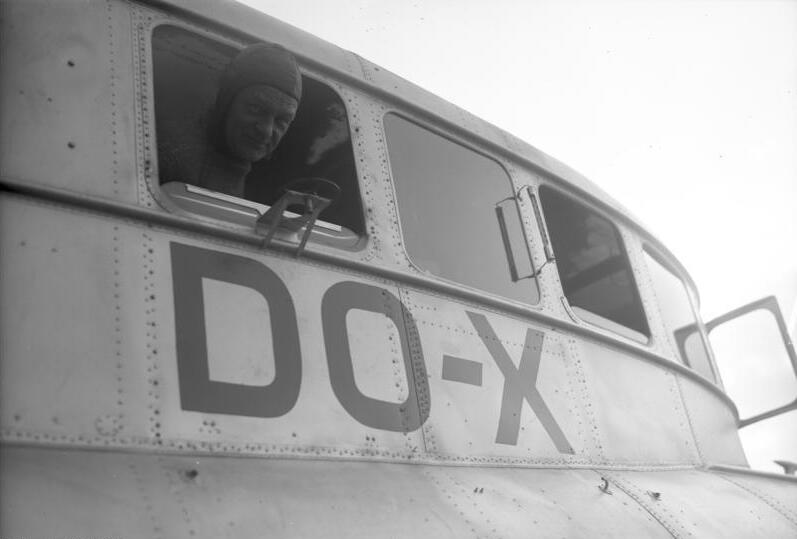
Christiansen ombord på en Do X 1930.

Friedrich Christiansen, född 12 december 1879 i Wyk am Föhr, död 3 december 1972 i Aukrug, var en tysk militär, sjöman och ett flygaräss.

## Biografi
Som son till en sjökapten var Christiansen framtid utstakad. Efter att han lämnat sin grundläggande skolutbildning 1895 sökte han sig till handelsflottan. Efter sju års tjänst vid handelsflottan blev han 1901 inkallad till militärtjänst. Han fortsatte därefter sin karriär inom handelsflottan, där han efter några år blev styrman på världens största femmastade segelfartyg Preussen. År 1913 gick han i land för att lära sig flyga. Efter flygutbildningen tilldelades han flygcertifikat nummer 707; kort därefter anställdes han som flyglärare vid en privat flygskola. 

### Första världskriget
När första världskriget bröt ut 1914 blev han inkallad till det tyska marina stridsflyget i Zeebrugge. Under det första krigsåret flög han stridsuppdrag med sjöflygplanet Hansa-Brandenburg W-12 över Nordsjön och England samt mindre bombanfall mot Dover och Ramsgate. Han tilldelades Järnkorset av andra klassen 1914. Den 27 april 1916 tilldelades Christiansen Järnkorset av första klassen samt Hohenzollerska husordens riddarkors.
Han vann sin första luftduell 15 maj 1917 när han under en spaningsflygning mötte en Sopwith Pup i luftrummet över Dover. Den 1 september 1917 utnämndes han till Oberleutnant och chef för sjöflygstationen i Zeebrugge; kort därefter lyckades han skjuta ner en Porte FB2 Baby utanför Felixstowe samt det brittiska luftskeppet C27. Fram till i december 1917 hade han genomfört 440 spanings- och bombflygningar och han tilldelades Tysklands högsta utmärkelse Pour le Mérite.
Christiansen utökade sina segrar 15 februari 1918 när han under en spaningsflygning i Felixstowe sköt ner en Curtiss H12B flygbåt. Den 24 och 25 april 1918 blev han ett flygaräss när han i en luftduell segrade över två Curtiss H12B. Under juni och juli segrade han över ytterligare tre F2A-flygbåtar. Under en spaningsflygning den 6 juli upptäckte han den brittiska ubåten C-25, som var uppe på ytan för att ladda batterierna. Han anföll båten och lyckades döda kaptenen och fem besättningsmän. Han trodde själv att han lyckats sänka båten, men det visade sig att den svårt skadad lyckades ta sig i hamn. 
När freden kom återvände Christiansen till handelsflottan, men han trivdes inte med tjänsten ombord på ett fartyg utan sökte sig till Dornier som pilot. När världens största flygbåt Dornier Do X genomförde sin jungfruflygning från Tyskland till USA 1930 var han befälhavare ombord på flygbåten.

## Andra världskriget
Efter att han återkom till Tyskland anställdes han 1933 vid det tyska luftfartsministeriet för att i hemlighet leda arbetet med återuppbyggnaden av det tyska flygvapnet Luftwaffe. Han utsågs 1937 till Korpsführer för den nazistiska flygorganisationen (Nationalsozialistisches Fliegerkorps, NSFK). När andra världskriget bröt ut 1939 tjänstgjorde han inom Luftwaffe men 1943 blev han utsedd till tysk militärbefälhavare för Nederländerna. På hans order sköts sex män och en kvinna i byn Putten i Gelderland som vedergällning för ett eldöverfall på en tysk patrull. De flesta av byns övriga män fördes till koncentrationsläger. Av 601 bortförda män återkom 48 i livet. När slutligen de allierade återtog Holland sattes Christiansen i ett interneringsläger. Han dömdes till 12 års fängelse 1948 för krigsförbrytelser men frisläpptes 19 december 1951 och återvände till det nya Västtyskland.